# Rodolfo Abrantes
Rodolfo Gonçalves Leite de Abrantes (Sobradinho, 20 de setembro de 1972), é um cantor, compositor, multi-instrumentista, pastor e ministro evangélico brasileiro.
Rodolfo se tornou conhecido em todo o país com a banda Raimundos. A mistura de hardcore punk e forró (forrocore) e as letras escrachadas deram fama ao grupo em 1994 com o primeiro disco, auto-intitulado. Em 1995, Lavô Tá Novo os fez estourar, com músicas de altíssima rotação em rádios e na MTV. Em 1997 a banda lançou Lapadas do Povo, mas seu maior sucesso foi em 1999, com a canção "Mulher de Fases", do disco Só no Forévis. Com o Raimundos, vendeu em torno de 5 milhões de cópias.
Em junho de 2001, após se converter ao protestantismo, anunciou que estava deixando o Raimundos por considerar que as letras das canções e o estilo de vida que levava na banda haviam tornando-se incompatíveis com sua visão religiosa. Em seguida, começou um novo grupo, chamado Rodox, com o qual gravou dois discos: Estreito (2002) e Rodox (2003). Por causa de uma briga em um show em Salvador, a banda teve seu fim anunciado em 2004. Desde 2006, tem uma carreira como artista solo e já lançou quatro discos.

## Biografia

### Formação
Como muitos brasilienses, Rodolfo é filho de nordestinos. Seus pais eram médicos provenientes do estado da Paraíba.
O orgulho de ser brasiliense se afirmou nos anos 80 com as bandas do Rock brasileiro vindas de Brasília. Na mesma época, há algumas quadras da sua casa conheceu o guitarrista Digão em um local chamado Gilbertinho. Dali até o Raimundos foi um pulo.

### Carreira

#### Raimundos
Os Raimundos começaram quando Digão e Rodolfo Abrantes se conheceram, por morarem na mesma quadra no Lago Sul. Naquela época, Rodolfo tocava guitarra e Digão bateria. Logo, se reuniram para jogar conversa fora e tocar as músicas de seu grupo favorito, os Ramones. Segundo Rodolfo, o amplificador utilizado por ele era tão ruim que ficava igual. Mas faltava um baixista. A sugestão de Rodolfo foi chamar o Canisso, pois ele daria um visual "arrojado" para a banda. Com a entrada de Canisso, o negócio começou a ficar um pouco mais sério, e as primeiras composições começaram a surgir. E foi no réveillon de 1988, na casa do amigo Gabriel Thomaz, que aconteceu o considerado primeiro show dos Raimundos.
A influência nordestina dos Raimundos é, em boa parte, de Rodolfo: a cultura nordestina sempre esteve presente em sua vida. Dessa forma, estava definida a fonte de inspiração da banda. O próximo passo era a divulgação através de shows em pequenos bares de Brasília e, principalmente, festas. Em 1990, a banda se separa. Depois, Rodolfo se casou e foi morar no Rio de Janeiro.
Em 1992, surgiu uma oportunidade de tocar em um bar em Goiânia e a decisão foi unânime: a banda seria ressuscitada. Porém, como não tinham mais baterista (Digão agora era guitarrista, deixando Rodolfo livre para o vocal), a saída foi apelar para uma bateria eletrônica. Fred, que já era fã do grupo, foi recrutado para a bateria, dando um direcionamento mais sério para a banda. A fita demo do grupo foi gravada em 1993, e continha quatro músicas: "Nêga Jurema", "Marujo", "Palhas do Coqueiro" e "Sanidade".
Com a gravação da fita demo, o grupo cresceu, e foi no festival JuntaTribo, realizado pelo fanzine Broken Strings em Campinas, que a banda começou realmente a chamar a atenção. Depois disso, começaram a abrir shows: para o Camisa de Vênus, Ratos de Porão no Circo Voador e uma temporada completa para os Titãs. Um jornalista brasiliense, tendo uma cópia da fita demo em mãos, entrou em contato com um amigo jornalista da revista musical Bizz, Carlos Eduardo Miranda. Este trouxe o grupo para seu selo Banguela Records e produziu o álbum Raimundos, lançado em 1994 com grande sucesso. A partir daí a banda passa a morar em São Paulo. Quando o grupo foi apresentado aos seus maiores ídolos, os Ramones, Rodolfo foi conhecer sua eventual esposa Alexandra, que era tradutora dos Ramones.
Depois do primeiro disco vender quase 200 mil cópias, a banda lançou o segundo álbum, Lavô Tá Novo, pela gravadora Warner. Com o sucesso, a turnê aumentou e se estendeu (inclusive com shows no exterior), e para cobrir um espaço sem lançar nada e, aproveitando a época de natal, a banda resolveu lançar em 1996 um kit para os fãs. Batizado de Cesta Básica, o Box-Set contendo CD, fita de vídeo (com clipes, entrevistas contando a carreira da banda e trechos de shows) e revista em quadrinhos, baseada na história da música "Puteiro em João Pessoa", que aborda a perda da virgindade de Rodolfo em um Motel da Paraíba, o kit se esgotou em poucos meses.
Em 1997 vão até Los Angeles para gravar Lapadas do Povo. O disco deixa de lado letras e melodias engraçadas, investe no peso e em letras mais sérias. O grupo considerou o disco "um presente para os fãs", mas apesar de boas críticas vendeu menos que os predecessores. A turnê também foi marcada por um desastre, onde após um show em Santos, a falta de uma quantidade ideal de saídas para o público culminou em um aglomerado em apenas uma das saídas, resultando em um acidente causado pela queda de um corrimão em uma escada de dois metros e meio. Vários fãs foram pisoteados pela multidão assustada, causando a morte de oito presentes. O grupo, que só foi informado do ocorrido quando já estava no hotel, ficou chocado e bastante triste com o ocorrido. Por causa disto, a divulgação inicial do álbum foi prejudicada por dois meses. Parte da imprensa culpou o grupo pelo acidente, o que atrapalhou ainda mais a turnê.
Finalizada a turnê do Lapadas do Povo, a banda começa a planejar e a traçar os preparativos para o novo álbum. Em mente, tinham apenas a certeza que o melhor seria que o álbum fosse todo gravado no Brasil, com a participação ou presença de vários amigos, pois só assim conseguiriam retornar ao verdadeiro estilo da banda, e sobretudo fazer um álbum alegre, para cima. Em maio de 1999, o grupo lançou o CD Só no Forévis. A música "Mulher de Fases" já estava estourada nas rádios e o clipe em rotação extrema na MTV, garantindo à banda dois prêmios no VMB. Depois de "Mulher de Fases", veio a balada "A Mais Pedida", que também recebeu muitos elogios e uma boa aceitação do público. A terceira música do álbum foi "Me Lambe". O sucesso destas músicas garantiu ao grupo participações em programas de rádio e tevê. O resultado desta excelente aceitação foram mais de 500 mil cópias do álbum vendidas, batendo todos os anteriores, e a maior turnê que a banda já fez.[carece de fontes?]
Depois do Só no Forévis, em 2000, veio o disco ao vivo, intitulado MTV Ao Vivo (Raimundos). O MTV Ao Vivo era um novo projeto da MTV que consistia em gravações de shows de bandas consagradas que viriam a se transformar em CD e DVD. E a primeira banda escolhida foi, então, os Raimundos. A banda se encarregou de gravar o material em várias apresentações. O álbum foi lançado no final de outubro de 2000. O álbum, como Só no Forévis, teve vendagem muito boa, fazendo que os Raimundos, em 1999 e 2000, vendessem mais de um milhão de cópias. Uma das músicas do show, "Reggae do Manêro", canção escrita à época de Lapadas do Povo mas que Rodolfo não quis incluir no álbum por achar que essa música era uma brincadeira e tinha coisas muito escrachadas, acabou se tornando sucesso nas rádios. Rodolfo ressentiu a gravadora "querer um reggae horroroso pra ser música de trabalho", com uma música escrita como deboche "tocando mil vezes na rádio falando a maior besteira do mundo." Depois do final da turnê do disco MTV Ao Vivo, Rodolfo abandonou a banda em junho de 2001, pois havia se convertido ao protestantismo e a banda já não fazia mais sentido para ele. Acrescentou que apesar do sucesso ter vindo de canções debochadas "eu não quero levar a minha vida na brincadeira, eu não sou dos Trapalhões", e considerava que a banda não teria espaço para composições mais sérias.  Embora não credite o fato de ter deixado a banda à conversão à igreja, assuma que uma coisa esteja ligada a outra, além de estar abusando demais das drogas. A maconha, como ele diz, "dava as coordenadas". Além da erva, usou também ácido, ecstasy e cocaína.

#### Rodox
Rodolfo Abrantes, depois de sair dos Raimundos no auge da carreira, sumiu por um tempo do cenário musical. Muitos pensavam que ele não iria mais tocar, mas por esse período ele estava compondo, tocando e gravando junto com o DJ Bob. Tom Capone foi chamado para produzir e tocar, e para a bateria foi chamado o Fernando Schaefer (ex-Pavilhão 9 e Korzus). Foi formado em 2002 o Rodox, banda que foi batizada com o apelido de Rodolfo, quando ele precisava gravar dois álbuns como dívida contratual à gravadora dos Raimundos. Seguindo uma sonoridade um tanto mais pesada que sua ex-banda, puxando mais pro hardcore que pro punk rock, surgiu Estreito, totalmente composto por Rodolfo com participações de DJ Bob, responsável pelas pitadas experimentais de música eletrônica, com samplers e sintetizadores, soando nu metal em algumas faixas.
Depois de provar que era uma banda que podia ter futuro, em 2003, Rodox entra no estúdio, já como uma banda formada, com Bob, Fernandão, Patrick Laplan, Marcão, Pedro e Rodolfo, e começam a compor, tocar, gravar e mixar, fazendo músicas com barulhos eletrônicos, bateria irrequieta, guitarras simplesmente pesadas e um baixo de agitar multidões. A banda lança seu segundo e último álbum, seguindo a linha de Estreito, Rodox é melhor elaborado e igualmente pesado, mas sua temática pouco mudou. Durante a turnê deste álbum, Patrick Laplan sai da banda, e Canisso que sairá dos Raimundos em 2002 assume o baixo. A banda contou ainda com algumas mudanças em sua formação, e com Rodolfo cancelando shows em decorrência de suas pregações como pastor evangélico, o cenário foi ficando cada vez pior e a situação insustentável. Rodolfo declara que a banda acabou pois ele tentou evangelizar os demais integrantes da banda, o que não deu certo.

#### Carreira solo
Em 2006, Rodolfo lançou seu primeiro trabalho solo de música cristã, Santidade ao Senhor, com letras ainda mais explícitas quanto a sua nova fase.
Em 2007, lançou o segundo CD da carreira solo, Enquanto É Dia.
Rodolfo Abrantes dedica-se a ministrar cultos na igreja MEVAM - Missões Evangelísticas Vinde Amados Meus e é missionário itinerante, com uma nova banda, que traz Rodolfo no vocal e guitarra, Thiago Tonini no baixo, Victor Pradella na guitarra e Anderson Kuehne na bateria. "R.A.B.T" é nome do último CD do cantor intitulado Rompendo a Barreira do Templo, que foi lançado em 2012.
Em 2013, fechou com a gravadora Onimusic, que passa a distribuir o álbum.
Em 2015, lançou o álbum, intitulado Joio ou Trigo, com uma novidade: a banda de apoio (com Thiago, Victor e Anderson) decide ter um nome, chamado "O Muro de Pedra", daí o álbum vem a ter como nome do artista "Rodolfo Abrantes e O Muro de Pedra". Tem uma pegada mais leve, com algumas músicas românticas, reggae, entre outros ritmos, além da regravação de "Pisaduras", um single lançado em 2009.
Em 2018, lançou seu novo o álbum O Dia que Será pra Sempre, é um álbum de estúdio distribuído pela gravadora Onimusic, o álbum contém regravações de sua carreira solo em formato acústico.
Em 2020, retoma a amizade com Digão, após 20 anos afastados.
Depois de ter lançando vários singles, alguns contendo clipes, no dia 5 de Setembro de 2023, Rodolfo lançou o novo single "Jardim dos inocentes". Em 2024 embarcou na turnê Microfonia Tour.

## Vida pessoal
Em 1992 teve um filho com uma namorada, Pablo. Em 1995 conheceu Alexandra, à época com 15 anos, começaram a namorar ao se reencontrarem 5 anos depois, e se casaram em 2001, com a religiosidade de Alexandra influenciando Rodolfo a fazer sua conversão. Rodolfo e Alexandra foram parte da Bola de Neve Church de Balneário Camboriú entre 2004 e 2011, saindo após desavenças com os pastores.

## Discografia
Com Raimundos
- 1994: Raimundos
- 1995: Lavô Tá Novo
- 1996: Cesta Básica
- 1997: Lapadas do Povo
- 1999: Só no Forévis
- 2000: MTV ao Vivo
- 2001: Éramos 4

Com Rodox
Solo
- 2006: Santidade ao Senhor
- 2007: Enquanto é dia
- 2010: Ao Vivo
- 2012: R.A.B.T - Rompendo a Barreira do Templo
- 2015: Joio ou Trigo
- 2015: Fornalha Rodolfo Abrantes (Ao Vivo)
- 2018: O Dia Que Será pra Sempre

#### Singles
- 2019: Escondido em Mim
- 2020: Um Presente pro Futuro
- 2020: Temos Tempo
- 2021: De Malas Prontas
- 2022: O Fim é Bom

#### Vídeo
- 2010: Ele continua o mesmo

### Outros trabalhos
- "Essa Linda Canção 1996", em parceria com o Camisa de Vênus no álbum Quem É Você?.
- "Ando Jururu" 1997, em parceria com  Rita Lee no álbum Santa Rita de Sampa.
- "Eu Sou Rebelde" 1998, em parceria com Virgulóides no álbum Só Pra Quem Tem Dinheiro.
- "Colégio Não" 1998, em parceria com Maria do Relento no álbum Movido a Gás.
- "Bons Aliados" 1999, em parceria com Charlie Brown Jr. no álbum Preço Curto... Prazo Longo.
- "P.Q.N.T.M.T" 2000, em parceria com O Surto.
- "Orbitais", 2000, em parceria com a dupla de rap Black Alien & Speed. No álbum Na Face que nunca chegou a ser lançado.
- "Homem do Povo", 2001, em parceria com Natiruts no álbum Verbalize.
- "Tira as Crianças da Sala" 2002, em parceria com DJ Marcelinho no álbum Riscando Um.
- "A Canção do Senhor da Guerra", Na campanha Rock pela Paz promovida pela 89 FM A Rádio Rock em 2003, dividindo os vocais com Humberto Gessinger, Chorão, Roger Moreira, Samuel Rosa, Marcelo Falcão, Dinho Ouro Preto, Paulo Ricardo, Badauí, Arnaldo Antunes, Paulo Miklos, Marcelo Camelo, Marcelo D2, Nasi, Bruno Gouveia, Supla, Tico Santa Cruz, Pitty, Frejat, Fernanda Takai, Raimundos, Toni Garrido, e mais alguns artistas em campanha da Rádio Rock pelo fim da guerra do Iraque em 2003.
- "Chaosfobia', 2006, em parceria com os companheiros de geração do Pavilhão 9 no álbum Público Alvo.
- "Santo Sangue", e Frenesi 2006, em parceria de Pregador Luo do Apocalipse 16.
- Nova Aurora 2012 da banda Strike no álbum Nova Aurora.
- Chegou a ser convidado para participar do CPM 22 - Acústico do CPM 22, mas em razão da escolha religiosa, recusou a proposta.
- Avançar 2014 em parceria com Danni Distler no álbum O amor é a nossa Revolução.
- (2014) Fornalha Dunamis